# 沙河集水库
沙河集水库是中国安徽省滁州市南谯区境内的一座水库，位于滁河支流清流河的大沙河上，建于1958年。水库正常库容为8620万立方米，集雨面积为300平方千米，海拔为40.5米。